# Gare de Rognan
La gare de Rognan est une gare ferroviaire de la Nordlandsbanen située dans la commune de Saltdal dans le Nordland.

## Situation ferroviaire
La gare, établie à 12.4 m d'altitude, se situe à 647.76 km de Trondheim.

## Histoire
La gare a été mise en service en 1958 lorsque la ligne est poursuivie jusqu'à Fauske.

## Service des voyageurs

### Accueil
La gare est équipée d'un parking d'une vingtaine de places et d'un parc à vélo. Il y a une salle d'attente ouverte toute la semaine. La gare a des guichets ouverts du lundi au vendredi. Il existe également un service de consigne.

### Desserte
La gare est desservie par des trains  en direction de Trondheim et Bodø. 

### Intermodalités
Un arrêt de bus est situé à la sortie de la gare.

## Ligne du Nordland
| Origine   | Arrêt précédent | Train | Train         | Train | Arrêt suivant | Destination |
| --------- | --------------- | ----- | ------------- | ----- | ------------- | ----------- |
| Trondheim | Røkland         |       | [Non indiqué] |       | Fauske        | Bodø        |